# Pulswellengeschwindigkeit
Die Pulswellengeschwindigkeit (engl. pulse wave velocity, kurz: PWV) ist die Geschwindigkeit, mit der die Druckwelle die Arterien eines Organismus durchläuft. Diese Geschwindigkeit ist höher als die Strömungsgeschwindigkeit des Blutes.
Aufgrund der unterschiedlichen Wandstruktur der Arterien variiert die Pulswellengeschwindigkeit. In der Aorta beträgt sie aufgrund der Elastizität dieses Blutgefäßes 4 bis 6 m/s. In der Peripherie, also z. B. den Extremitäten, steigt sie aufgrund der relativ starren Gefäßwände (Anstieg des Elastizitätsmoduls) und der kleineren Lumina bei gleichzeitiger Zunahme der Wanddicke auf Werte zwischen 8 und 12 m/s an. Durch Umbauvorgänge während des Alterns wird v. a. in elastischen Arterien wie der Aorta  elastisches Bindegewebe durch kollagenes Bindegewebe ersetzt, ein Vorgang, der ebenfalls eine erhöhte Pulswellengeschwindigkeit zur Folge hat. Beim Krankheitsbild der Arteriosklerose ist die Pulswellengeschwindigkeit aufgrund der Ablagerung von Substanzen an den Wänden der Blutgefäße und dem damit einhergehenden Elastizitätsverlust ebenfalls erhöht.
Die Messung der Pulswellengeschwindigkeit kann aufgrund der mit pathologischen Werten einhergehenden Veränderungen im Gefäßsystem u. a. Aussagen über die Mortalität bei z. B. Diabetes mellitus oder terminaler Niereninsuffizienz zulassen und zudem allgemeine kardiovaskuläre Risikofaktoren einzuschätzen helfen.
Mit der Pulswellengeschwindigkeit lässt sich die Pulswellenlaufzeit berechnen.